# Viadós

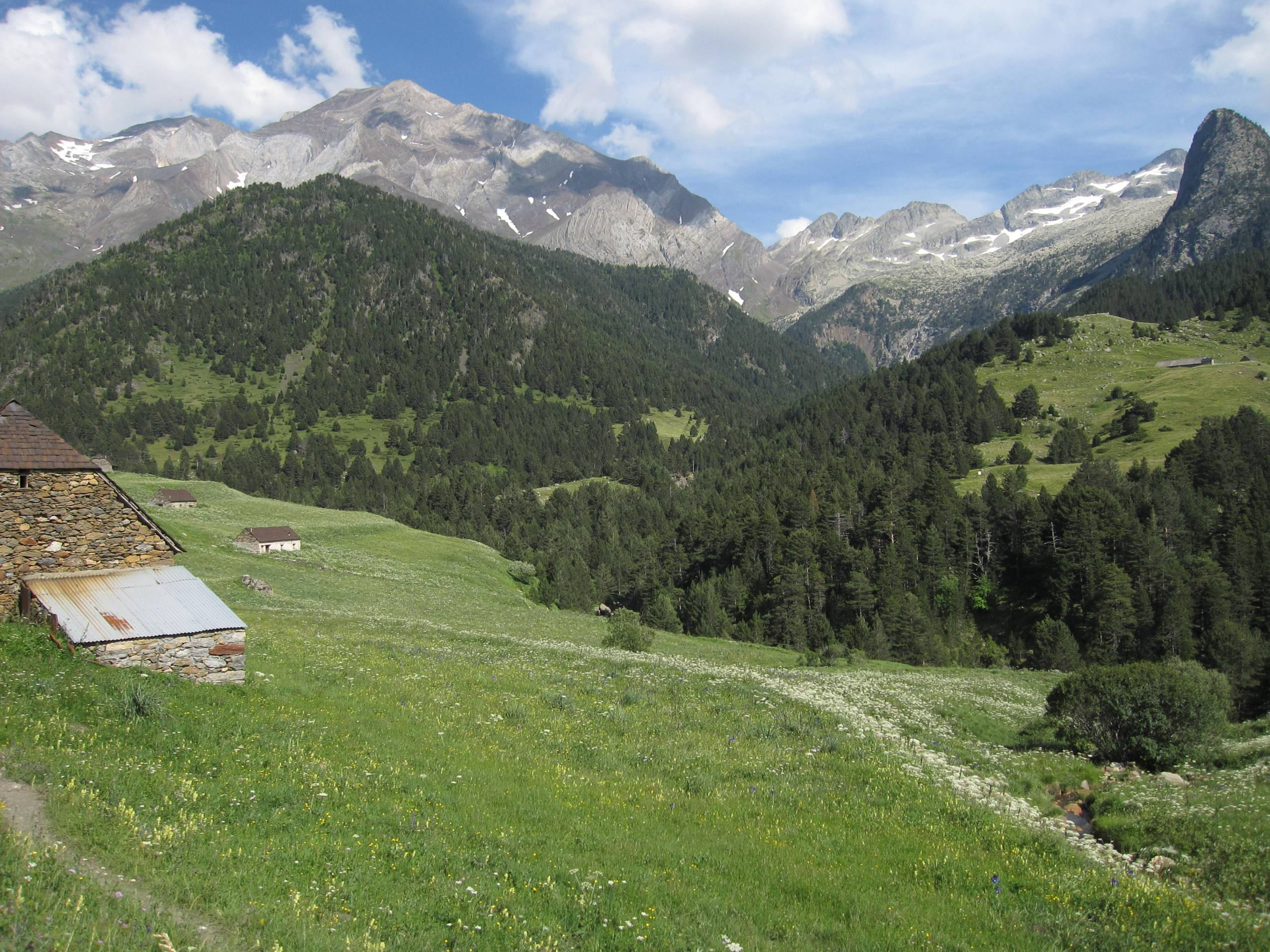
Praderas y bordas de Viadós. A fondo se ve la cara oeste del macizo del Posets, la segunda montaña más alta de los Pirineos.

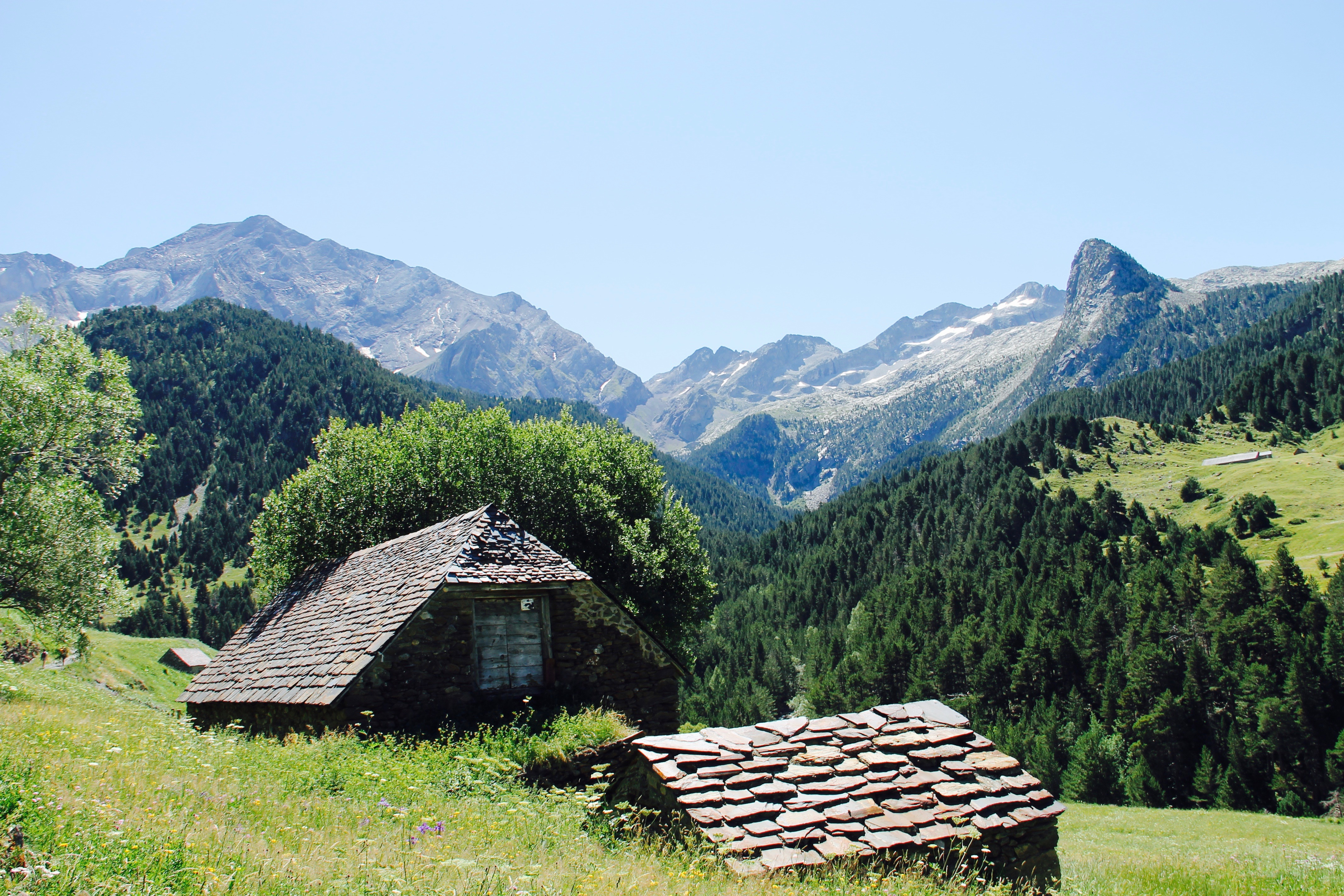
Bordas de Viadós

Viadós o Biadós es una zona del valle de Gistaín, situado en los Pirineos centrales y en el norte de la provincia española de Huesca. Es la cabecera noreste del citado valle y pertenece a los términos municipales de Gistaín y San Juan de Plan, pertenecientes a la comarca aragonesa del Sobrarbe. En esta zona transcurre el río Cinqueta en su curso alto.
Esta área montañosa está constituida por una gran pradera que mira al sur. Está rodeada de bosques de pino negro y en ella hay pequeñas casas dispersas, llamadas bordas por los lugareños, donde vivían y almacenaban el grano cultivado ahí. Esta práctica tradicional está hoy en día en desuso. Actualmente hay un refugio guardado de montaña situado a 1.760 metros de altitud. Se llama Refugio de Viadós y es un punto de partida muy común para montañeros que se adentran en el macizo del Posets (3.371 m), el cual es el segundo más alto de los Pirineos y está al este de Viadós. A esta zona montañosa se puede acceder por una pista forestal sin asfaltar que sale de la localidad de San Juan de Plan.